# Пламен Гетов
Пламен Гетов (болг. Пламен Гетов, нар. 4 березня 1959, Сунгурларе) — болгарський футболіст, що грав на позиції півзахисника, нападника.
Виступав, зокрема, за «Спартак» (Плевен) та «Левскі», а також національну збірну Болгарії, з якою був учасником чемпіонату світу 1986 року.

## Клубна кар'єра
Народився 4 березня 1959 року в місті Сунгурларе, але дитинство провів у Варні, де вступив у місцеву футбольну школу «Спартака». Дорослу футбольну кар'єру розпочав 1977 року в основній команді того ж клубу, в якій не став основним гравцем і здавався в оренду в нижчоліговий клуб «Дімітар Ватев».
1980 року Пламен став гравцем «Спартака» (Плевен). Відіграв за плевенських спартаківців наступні вісім сезонів своєї ігрової кар'єри, забивши 123 голи у чемпіонаті. При цьому у сезоні 1984/85 забивши 26 голів, завоював титул найкращого бомбардира чемпіонату.
Погравши у другій половині 1988 року за столичний «ЦФКА Средець» (Софія), на початку наступного року Гетов відправився до Португалії, ставши гравцем «Портімоненсі». Наприкінці сезону 1989/90 він потрапив разом з ним у другу лігу країни, де провів ще один рік.
У 1991 році Гетов повернувся до Болгарії. У сезоні 1991/92 він виступав за «Етир», а в сезоні 1992/93 — за «Левскі», у складі якого забив 26 голів за 30 матчів і вдруге став найкращим бомбардиром болгарської ліги, допомігши команді стати чемпіоном країни.
В подальшому з поперемінним успіхом грав за «Шумен» та «Черно море», а завершив ігрову кар'єру у команді «Спартак» (Плевен), у складі якої вже виступав раніше. Гетов повернувся до плевенців 1995 року і захищав кольори клубу до припинення виступів на професійному рівні у 1998 році. Загалом у вищому дивізіоні Болгарії Гетов зіграв 286 ігор та забив 165 голів.

## Виступи за збірну
9 березня 1983 року дебютував в офіційних іграх у складі національної збірної Болгарії в товариському матчі проти Швейцарії (1:1), в якому забив гол. У вдалому для болгар відбірковому турнірі чемпіонат світу 1986 року нападник зіграв 6 матчів і забив 2 голи. Обидва м'ячі він забив в переможному матчі проти Югославії 1 червня 1985 року.
У складі збірної був учасником чемпіонату світу 1986 року у Мексиці. На цьому турнірі він зіграв усі 4 матчі: три на груповому етапі — з Італією (1:1), Південною Кореєю (1:1), де забив свій останній четвертий гол за збірну, та з Аргентиною (0:2), а також у 1/8 фіналу з Мексикою (0:2).
Всього протягом кар'єри у національній команді, яка тривала 7 років, провів у її формі 25 матчів, забивши 4 голи.

## Титули і досягнення

### Командні
- Чемпіон Болгарії (1):

«Левскі»: 1992–93

### Особисті
- Найкращий бомбардир чемпіонату Болгарії: 1984–85 (26 голів), 1992–93 (26 голів)